# Автогидроусилитель
ОАО «Борисовский завод „Автогидроусилитель“» (бел. ААТ «Барысаўскі завод „Аўтагідраўзмацняльнік“») — белорусская машиностроительная компания, расположенная в городе Борисов Минской области.

## История
В 1967—1971 годах в Борисове был построен завод гидронасосов и рулевых гидроусилителей. Завод подчинялся Главному управлению по производству автомобильных агрегатов Министерства автомобильной промышленности СССР. 1 апреля 1971 года введён в эксплуатацию как завод «Автогидроусилитель». Первой продукцией завода стали гидроусилители руля для ЗиЛ-130. В 1972 году был введён в эксплуатацию термо-гальванический цех, в 1973 году — энергоремонтный цех. В том же году завод организовал производство распределителей и гидроусилителей рулевого управления для грузовых автомобилей Минского автозавода, в 1974 году — для автомобилей КамАЗ-5320. В 1975 году были введены в эксплуатацию автоматный цех и цех механизации и автоматизации. В 1976 году завод освоил производство узлов для автомобилей Павловского и Горьковского автозаводов. В 1978 году был введён в эксплуатацию кузнечный цех. В 1976 году переименован в честь XXV съезда КПСС и вошёл в состав Всесоюзного производственного объединения «Союзавтоагрегат». В 1991 году вошёл в состав Госкомитета Республики Беларусь по промышленности и межотраслевым производствам (с 1994 года — Министерство промышленности Республики Беларусь). В 1996 году завод преобразован в государственное предприятие, в 2000 году — в республиканское унитарное промышленное предприятие «Борисовский завод „Автогидроусилитель“». В середине 1990-х годов завод производил компоненты рулевого управления для автомобилей МАЗ, КамАЗ, КрАЗ, Урал, ПАЗ, ЛАЗ, ЛиАЗ, ГАЗ (37 наименований гидроузлов), компоненты механизмов опрокидывания кабин для автомобилей МАЗ, гидрораспределители, отбойные молотки и другие изделия.

## Современное состояние
В середине 2010-х годов на предприятии было занято 4600 сотрудников, в 2018 году — 2054 человека, в 2019 году — 1848 человек. Завод производит компоненты для рулевых механизмов, насосов, гидроцилиндров, а также поковки из чёрных металлов. Завод входит в холдинг «Автокомпоненты». На незадействованных площадях завода организована сборка легковых автомобилей Geely (белорусско-китайское СЗАО «БелДжи»).
2018 год завод закончил с чистым убытком -31,5 млн рублей, 2019 год — с убытком -12,9 млн рублей. Выручка от реализации продукции за 2019 год составила 65,2 млн рублей.